# Eravur Town
Eravur Town är en ort i Sri Lanka.   Den ligger i provinsen Östprovinsen, i den östra delen av landet, 210 km öster om huvudstaden Colombo. Eravur Town ligger 10 meter över havet och antalet invånare är 22 982.
Terrängen runt Eravur Town är mycket platt. Havet är nära Eravur Town åt sydost. Runt Eravur Town är det ganska tätbefolkat, med 222 invånare per kvadratkilometer. Närmaste större samhälle är Batticaloa, 12,3 km sydost om Eravur Town. Omgivningarna runt Eravur Town är en mosaik av jordbruksmark och naturlig växtlighet.